# Geolo Geo
Janus Borup Staffe, bedre kendt under pseudonymet Geolo Geo eller blot Geolo G, er en tredjedel af hiphopgruppen Malk de Koijn. Ud over at være medlem af Malk de Koijn har han bl.a. medvirket i nogle Keno-reklamer og i teaterstykket Gynt.
Staffe voksede op i Middelfart, men flyttede senere til København. Han uddannede sig til psykolog under Malk de Koijn-pausen. Han arbejder nu som psykolog ved Børne og Ungdomspsykiatrisk Afdeling på Kolding Sygehus og er bosat i Middelfart med sin kone og to børn. 